# Skopelos

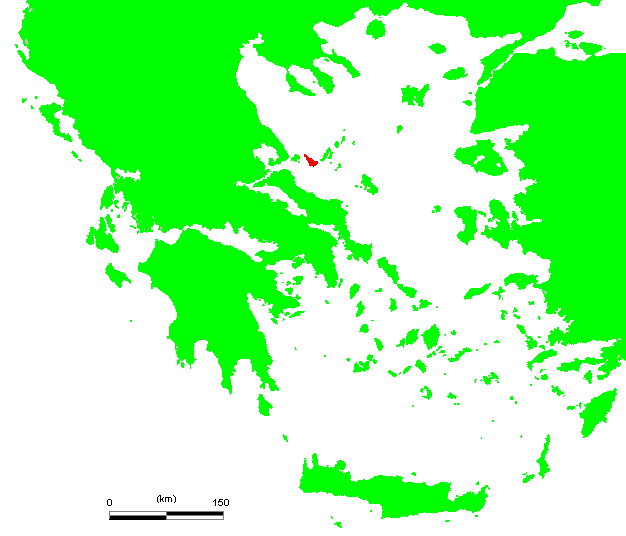
Harta cu amplarea insulei

Skopelos (greacă Σκόπελος - coastă stâncoasă) este o insulă ce aparține de Grecia, situată în Marea Egee și făcând parte din Arhipelagul Sporadelor de Nord. Insula are o suprafață de cca. 85 km² și o altitudine maximă de 680 m, fiind amplasată la nord de Eubea. Skopelos aparține de prefectura Magnizia, având în anul 2011 4960 de locuitori. Ea este o insulă împădurită, unde se cultivă viță de vie și prune.

## Localități
- Skopelos - aici trăiesc majoritatea locuitorilor
- Agnonda
- Glossa și Loutraki (porturi)
- Klima

## Istoric
În antichitate insula era numită Peparethos. Ea a fost pustiită în anul 342 î.Hr. de Filip al II-lea al Macedoniei, tatăl lui Alexandru cel Mare.
Pe insulă a trăit cântărețul Ivan Rebroff.

## Locuitori
| Anul | Locuitori                      |
| ---- | ------------------------------ |
| 1981 | 2,728 (comună)                 |
| 1991 | 2,603 (comună), 4,658 (insulă) |
| 2002 | 4,700 (insulă)                 |
| 2011 | 4,960 (insulă)                 |

## Personalități născute aici
- Constantin Dapontes (1713/1714? - 1784), cronicar.